# Feministična umetnost
Feministična umetnost je politično in družbeno angažirana umetnost, kritična do političnih, ekonomskih in ideoloških razmerij moči, kar izraža na družbeni in estetski ravni. Njen cilj je razkritje vzvodov, po katerih deluje ustaljena delitev spolnih vlog v družbi. Prizadeva si preobraziti represivne strukture in dominantni patriarhalni diskurz, ki ga družba vsiljuje kot normo. V sodobnem času se ukvarja z družbeno-spolnimi vlogami žensk, moških in ostalih spolov družbi.